# Let Qantas 32
Let Qantas 32 byl pravidelný let společnosti Qantas, kterému 4. listopadu 2010 selhal jeden z motorů. Letadlo bylo nuceno nouzově přistát na letišti Changi v Singapuru. Tato událost byla první závadou svého druhu na letadle Airbusu A380, největšího dopravního letadla světa. Je označena za první letecký incident týkající se Airbusu A380. Následné vyšetřování zjistilo závadu na motoru Rolls-Royce Trent 900, kdy došlo vlivem špatného výrobního postupu k prasknutí olejové hadice, která následně uvolnila olej do prostoru turbínového disku motoru č. 2. Vlivem zapálení oleje a následné destrukce i vymrštění trosek motoru bylo částečně zničeno křídlo, palivový systém, podvozek a ovládací prvky motoru č. 1. Posádkou nezjištěný požár v levé vnitřní palivové nádrži v křídle se nakonec sám od sebe uhasil.
Letadlo bylo registrováno v Austrálii jako VH-OQA a pojmenováno po australské průkopnici létání Nancy Bird Walton. Tento stroj byl zároveň první A380 ve službách australského Qantasu. Samotná událost se stala nad ostrovem Batam v Indonésii na pravidelném letu 32 z londýnského letiště Heathrow do letiště v Sydney a to čtyři minuty po vzletu z letiště Changi ve druhé části letu. Po manévru, který sloužil ke zjištění stavu letadla, se stroj vrátil zpět na letiště Changi, přibližně dvě hodiny po vzletu. Nedošlo k žádnému zranění pasažérů, posádky ani lidí na zemi, trosky částí letadla spadly bez následků na životech na Batam.
V době nehody bylo v provozu celkem 39 strojů A380 v pěti aerolinkách, konkrétně se jednalo o Air France, Emirates, Lufthansa, Singapore Airlines (SIA) a Qantas. Tento incident vedl k dočasnému odstavení zbytku flotily šesti A380 aerolinek Qantasu. Dále bylo rozhodnuto vykonat inspekce ostatních strojů a nahrazení motorů na některých A380 s Rolls-Royce motory ve službách Lufthansy a Singapore Airlines. Tyto důsledky se netýkaly flotily Air France nebo Emirates, jejichž A380 byly poháněny motory Engine Alliance.

## Letadlo
Letadlo zapojené do události byl model Airbus A380-842 registrovaný jako VH-OQA výrobního čísla 014. Do služby bylo nasazeno 18. září 2008 a šlo o první A380 dodaný společnosti Qantas. Jednalo se o čtyřmotorový letoun osazený motory Rolls-Royce. Pojmenovaný byl po Nancy Bird Walton, australské průkopnici v létání. Po kompletní opravě v Singapuru, jejíž celkové náklady se vyšplhaly na 139 milionů dolarů, byl letoun navrácen do Sydney 22. dubna 2012 a nasazen zpátky do služby.

## Incident

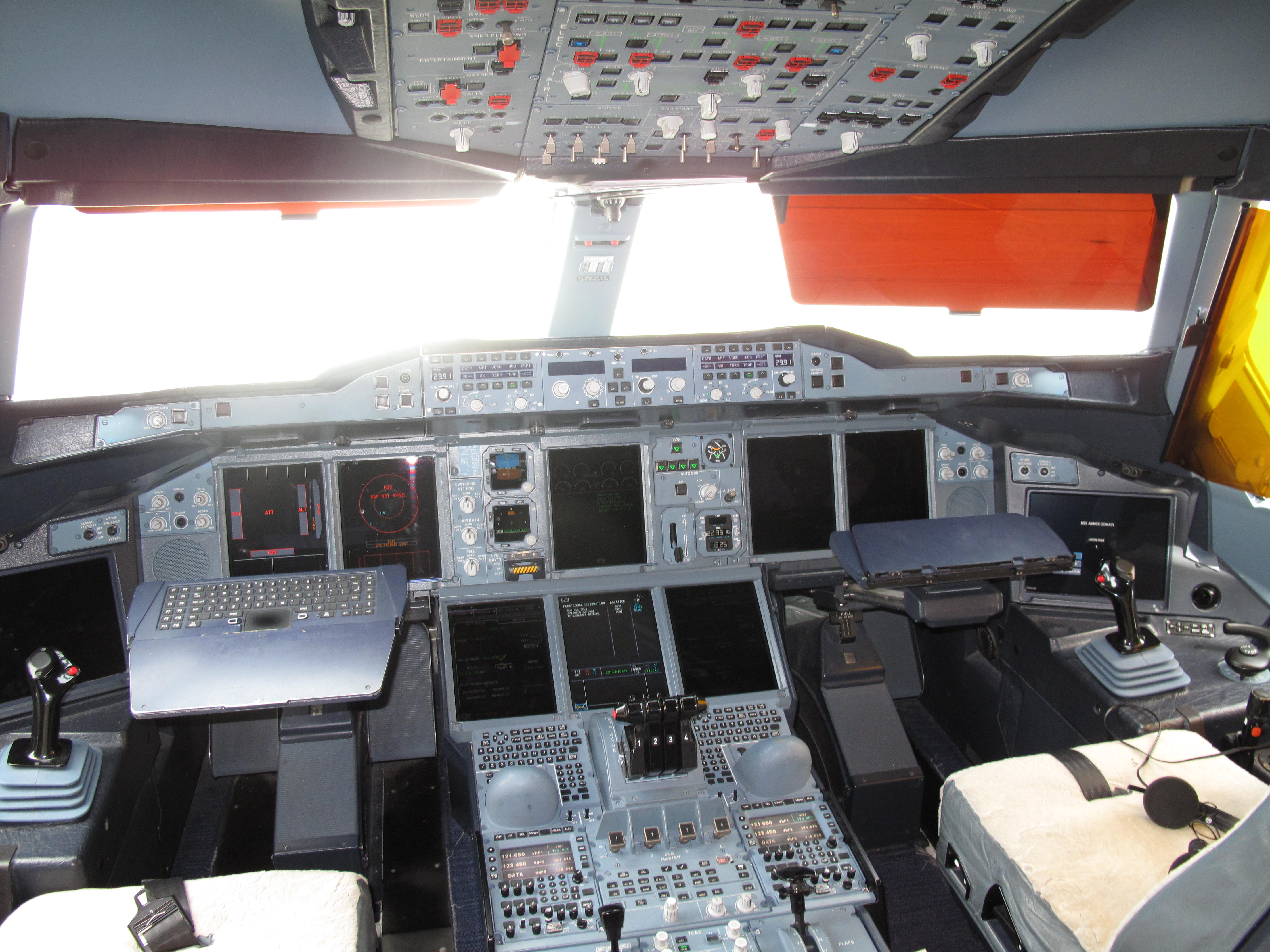
Kokpit letadla A380 společnosti Qantas. Během incidentu byli piloti upozorněni celkem 58 chybovými hláškami, které generoval počítačový systém letounu.

Incident započal v 10:01 Singapurského času (02:01 UTC) a byl způsoben poruchou turbínového motoru č. 2, zatímco bylo letadlo nad ostrovy Batam v Indonésii.
Trosky explodujícího motoru prorazily část levého křídla a poškodily palivový systém, což způsobilo prosakování paliva a následný oheň v palivové nádrži, dále se poškodil jeden okruh hydraulického systému včetně automatické brzdy. Motory č. 1 a č. 4 byly následně letadlovým počítačovým systémem sepnuty do nouzového stavu. Poškozeny byly zároveň i přistávací klapky a ovládací prvky pro levý motor č. 1. Posádka, poté co shledala, že je letadlo ovladatelné, se rozhodla pro manévr tzv. zdržení v blízkosti letiště Changi, zatímco se snažila zjistit stav letadla. To se posádce podařilo po 50 minutách. Druhý pilot (kopilot) spolu s dohlížejícím kontrolním kapitánem (SCC) poté vložil do počítačového systému přistávací vzdálenosti letadla (LDPA – Landing Distance Performance Application) dostupná data o letounu, která zahrnovala přistání s téměř o 50 tun přetíženém letadle na letišti v Changi. LDPA nemohl na základě těchto informací spočítat přistávací vzdálenost. Po poradě s ostatními členy posádky se rozhodli nezařadit do programu údaj o vlhké ranveji s vědomím, že ranvej byla po jejich vzletu suchá. LDPA následně vyhodnotilo, že přistání na letišti v Changi na 4000 m dlouhé ranveji je i přes přetížení letounu možné a to s malou 100metrovou rezervou. Let se poté vrátil na Singapurské Letiště Changi, kde bezpečně přistál v 11:45 singapurského času i přes poruchu vysunutí podvozku, který byl vysunut nouzově na principu jeho gravitačního spuštění. Následkem přistání, které bylo o 35 uzlů rychlejší než obyčejně, došlo k výbuchu čtyř pneumatik.
Po přistání nebyla posádka schopná vypnout motor č. 1, který byl nakonec vypnut násilně hasicí pěnou záchrannými složkami tři hodiny po přistání, protože ostatní hasiva nebyla schopná motor uhasit. Bezprostředně po přistání se piloti rozhodovali, zdali evakuovat celé letadlo, protože unikající palivo z levého křídla teklo přímo na brzdy, které byly extrémně horké z náročného brzdícího manévru. Dohlížející kontrolní kapitán (SCC) David Evans v rozhovorech poznamenal, že „... byli v situaci, kde bylo palivo, horké brzdy a motor, který nemohli vypnout. A skutečně nejbezpečnější místo bylo na palubě letadla, než došlo k uhašení motoru č. 1. Takže jsme měli posádku v pohotovosti celou dobu připravenou k evakuaci, k otevření dveří a spuštění skluzavek. Postupem času nebezpečí klesalo a díkybohu jsme měli tolik štěstí, že se všichni dostali ven velmi klidně a metodicky pomocí jedné sestavy letištních schodů.” Letadlo bylo zatím napájeno bateriemi a muselo celou situaci komunikovat pouze přes jedno VHF rádio, kde koordinovali záchranné práce s místní hasičskou posádkou.
Nebyla nahlášena žádná zranění 440 pasažérů a 29 členů posádky letadla. Některé trosky dopadly na školu, rodinné domy a jeden automobil. Způsobily však jen škodu na majetku.

## Posádka
Kapitánem letu byl Richard Champion de Crespigny, v době incidentu pilot s 35 letou praxí. Po přistání byl pověřen informovat cestující v terminále o průběhu letu, včetně vysvětlení některých detailů incidentu a nabídl pomoc pasažérům. V roce 2016 byl Champion de Crespigny vyznamenán členstvím v řádu Order of Australia pro významnou službu leteckému průmyslu, a to jak na vnitrostátní, tak i na mezinárodní úrovni, zejména v oblasti bezpečnosti letu, a v komunitě pilotů.
V roce 2010, Richard Woodward, viceprezident Australské a mezinárodní asociace pilotů oznámil, že v během letu bylo v kokpitu přítomno pět pilotů. Mimo normální posádku skládající se z kapitána, kopilota a palubního inženýra, zde byli přítomni i dva kontrolní kapitáni. Jeden z nich, který byl v okamžiku letu trénován na dohlížejícího kapitána (Check Captain - CC) a poté dohlížející kapitán (Supervising Check Captain - SCC), který měl na starosti výcvik. Během incidentu se kapitán de Crespigny soustředil na let a ovládání letounu a kopilot se soustředil na počítačový systém letounu (ECAM). Dohlížející kapitáni se podíleli na monitorování všech akcí a asistovali tam, kde bylo potřeba. Dohlížející kontrolní kapitán (SCC) se spolu s kopilotem zabýval chybovými hláškami, které počítačový systém po explozi motoru uváděl.

## Příčina

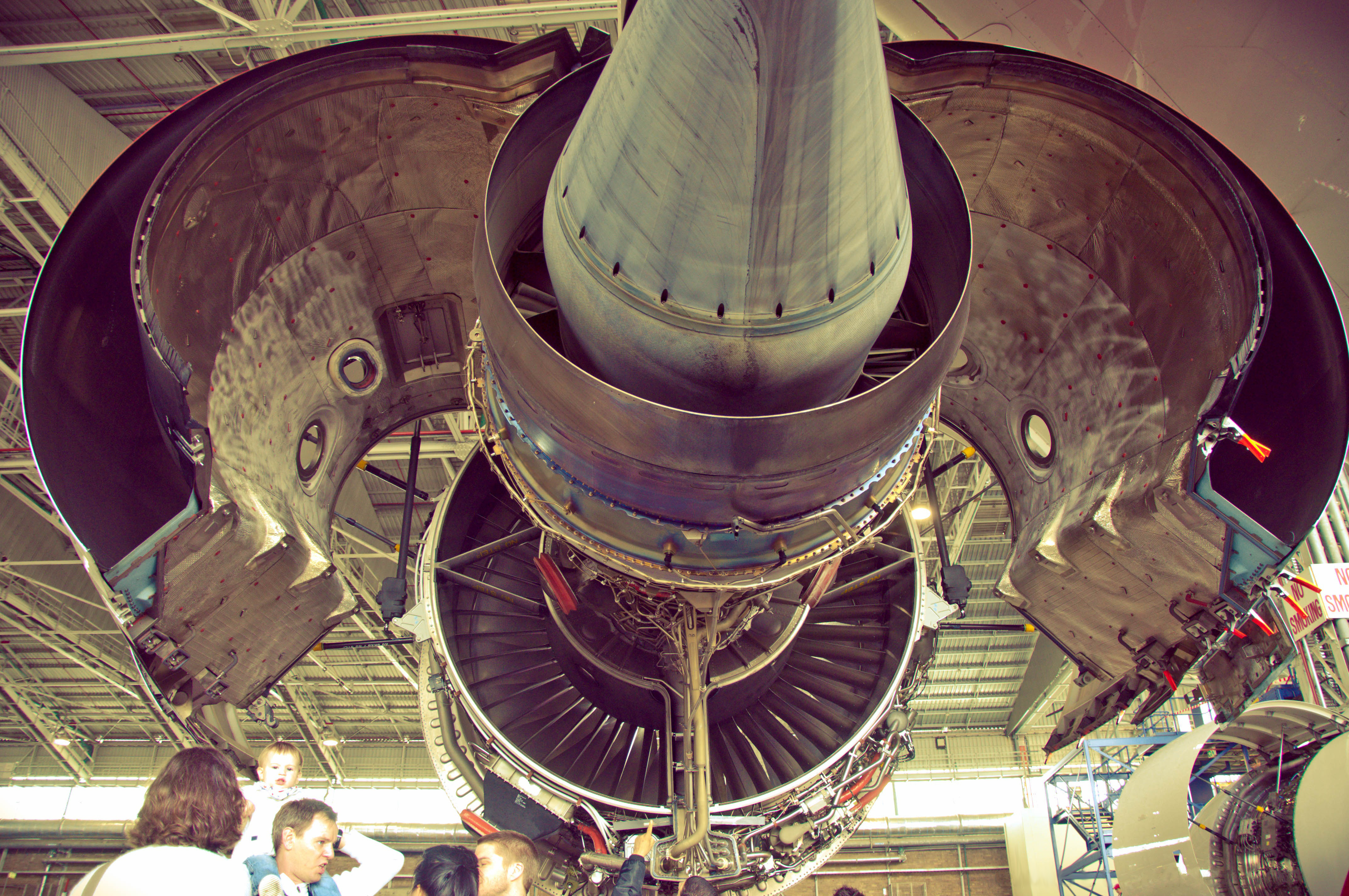
Gondola motoru Qantas A380 při inspekci ukazující komponenty motoru Rolls-Royce Trent 900

Vyšetřování Australského úřadu pro bezpečnost v dopravě (ATSB) zjistilo únavovou trhlinu na hadici potrubí uvnitř motoru, která vedla k úniku oleje a následnému požáru tohoto oleje v prostoru motoru. Požár vedl k uvolnění disku meziproudové tlakové turbíny (IPT). Výrobce motorů Rolls-Royce posléze zjistil, že přímou příčinou únavové trhliny byla nestejnorodá tloušťka hadice potrubí, způsobená vadnou výrobní technologií. Závěry předběžných vyšetřování ATSB potvrdily zjištění společnosti Rolls-Royce. Výrobce letounu Airbus zjistil, že disk turbíny IPT uvolnil tři různé fragmenty, z nichž dva velkou rychlostí narazily do konstrukce levého křídla, kde poškodily vedení výše uvedených systémů. Z tohoto důvodu nemohl být poté po přistání motor č. 1 odstaven.
Evropská agentura pro bezpečnost v letectví (EASA) vydala dne 10. listopadu 2010 směrnici pro zachování letové způsobilosti, která aerolinkám používající letadla s motory Rolls-Royce Trent 900 nařizuje časté a přísné testy, jako například rozsáhlé jízdy na volnoběh, kontrola tlaků v turbínách motorů, inspekci olejových trubek atd. 22. listopadu však agentura zmírnila své požadavky. Dne 2. prosince 2010 doporučil australský úřad ATSB jednorázovou kontrolu motorů Trent 900 během dvou letových cyklů.
Dne 3. prosince 2010 vydala ATSB předběžnou zprávu, která obsahovala klíčová zjištění o výrobní chybě. V hadici potrubí, které přivádí olej do nosné konstrukce motoru, byla zjištěna oblast únavové trhliny. Olej unikl z trhliny do prostoru motoru, kde za vysokých teplot vznikl požár a tím pádem i poškození disku turbíny IPT. Únavová trhlina byla způsobena špatným výrobním postupem, kdy docházelo k tomu, že stěny hadice byly nestejnorodě tlusté a jedna strana byla příliš tenká na to, aby odolala únavovému namáhání. Zpráva potvrdila, že "toto mohlo vést k vyššímu riziku úniku a růstu únavových trhlin, úniku oleje a potenciálnímu katastrofickému výpadku motoru v důsledku požáru oleje".
Zjištění ATSB bylo hodnoceno jako "kritická bezpečnostní otázka" a ATSB doporučila okamžité prohlídky motorů Trent 900, které byly tou dobou v provozu. 8. prosince ATSB oznámila, že bylo zkontrolováno 45 motorů Trent 900, z nichž tři neuspěly a musely být vyřazeny z provozu. Dne 18. května 2011 vydala ATSB prozatímní věcnou zprávu, podle níž 53 motorů Trent 900 bylo vyřazeno z provozu. Celkem 11 z důvodu nedostatečné tolerance stěn hadic olejového potrubí a 42 kusů kvůli nedostatku záznamů týkajících se hadic olejového potrubí.

## Reakce

### Propad akcií
Bezprostředně po incidentu, klesly akcie výrobce motorů Rolls-Royce Holdingu o 5,5% na 618,5 pencí na akciové burze v Londýně, což byl jejich největší propad za 18 měsíců. Jednalo se o nejnižší cenu od září 2010. Pokles byl připisován přímo incidentu. Akcie Airbus Group SE, která vlastní Airbus taktéž poklesly.

### Odstavení letadel a nahrazení motorů
Jak Qantas, tak i aerolinky SIA dočasně odstavily všechny A380 po nouzovém přistání letu 32, které byly vybaveny motory Rolls-Royce, než bude provedeno vyšetřování a inspekce letadel. SIA odstavilo letadla až den po incidentu.
Inspekce zbývajících čtyř A380 Qantasu, které byly v provozu, odhalilo znepokojení na dvou motorech. Tyto motory byly nahrazeny a stroje poté opět navráceny do provozu. Společnost oznámila, že problém s jedním motorem mohl potenciálně vést k opakování incidentu letu 32. Dne 8. listopadu 2010 generální ředitel společnosti Qantas Alan Joyce uvedl, že flotila A380 musela být odstavena, protože se objevily nové problémy s motory, a to včetně úniků oleje uvnitř motorů. Společnosti Singapore Airlines, která původně uvedla, že nezjistila na motorech A380 žádné problémy, nakonec 10. listopadu oznámila, že plánuje nahradit tři motory na třech letadlech a dočasně odstavuje flotilu A380, dokud nebudou problémy vyřešeny. Po zjištění výsledků vyšetřování se letadla vrátila do provozu. 10. listopadu oznámila Lufthansa, že provedla preventivní výměnu prvního motoru na své první A380. 3. prosince Qantas oznámil, že bude zapotřebí vyměnit celkem 16 motorů Trent 900, z nichž pět v době oznámení již nahradila.
Dne 23. listopadu Qantas oznámil, že začne částečně vracet flotilu A380 do provozu, a to počínaje 27. listopadem. Zpočátku byly vráceny pouze dva stroje ze šesti A380, ostatní čekaly na prohlídky a výsledky změn motorů. Dvě letadla vstoupily do provozu na trase Sydney - Singapur - Londýn, kde jsou motory využívány pod hranicí maximálního tahu. V roce 2011, po rozhovorech s výrobci Qantas obnovil nasazení A380 na nejdelším letu světa Los Angeles - Sydney, kde je požadován maximální výkon motorů. Letadlo VH-OQA, poškozené při nehodě, se v dubnu 2012 vrátilo do provozu.

### Významné reakce
Tom Ballantyne, spisovatel Leteckého magazínu Orientu, popsal incident jako "jednoznačně nejvážnější incident, který potkal A380 od jejich nasazení", a vyjádřil obavy, že tato nehoda může být způsobena "velkým problémem", nicméně ne v údržbě. Generální ředitel Qantasu Alan Joyce 5. listopadu poznamenal, že společnost považuje za příčinu incidentu "nějaký druh materiálového selhání a nebo problém v návrhu letadla".
Poškození letadla, popsané v The Sydney Morning Herald jako "potenciálně život ohrožující a nesmírně vzácné", podnítilo leteckého inženýra Petera Marosszekyho z Univerzity Nového Jižního Walesu k prohlášení, že: "stěží někdy uvidím stejnou poruchu, jako na tomto motoru.", zatímco federální prezident Australské asociace licencovaných leteckých inženýrů uvedl, že "méně než 5% selhání motoru je způsobeno troskami opouštějící obal motoru.", jako tomu bylo v případě tohoto incidentu.
Carey Edwards, spisovatel a letecký odborník popsal let Qantasu 32 jako "jeden z nejlepších příkladů umění řízení letadla v historii letectví".

### Předcházející události
Tento incident Airbusu A380 následoval dva předchozí incidenty zahrnující motory Rolls-Royce Trent 900. V září 2009 došlo k poruše motoru A380 společnosti SIA z Paříže do Singapuru a v srpnu 2010 nahlásila Lufthansa na lince Tokio–Frankfurt vypnutí jednoho z motorů z důvodu nízkého tlaku oleje. A380 společností Emirates a Air France s motory Engine Alliance neměly mezitím hlášeny žádné incidenty.
Evropská agentura pro bezpečnost letectví vydala 4. srpna 2010 směrnici o zachování letové způsobilosti, která vyžadovala kontrolu některých aspektů motorů Rolls-Royce Trent 900.

## Kompenzace a oprava
Dne 22. června 2011 společnost Qantas oznámila, že souhlasila s kompenzací od společnosti Rolls-Royce ve výši 95 milionů australských dolarů. Letoun VH-OQA byl opraven s odhadovanou cenou 139 milionů dolarů. Letadlo má čtyři nové motory, opravené levé křídlo (včetně nahrazení 6 km rozvodů elektroinstalace) a má za sebou rozsáhlé testy na zemi a dva zkušební lety. VH-OQA "Nancy Bird Walton" se vrátil do Austrálie 22. dubna a 28. dubna 2012 se vrátil do aktivní služby. Opravy přidaly 94 kilogramů váhy letadla.

### Směrnice úřadu pro leteckou bezpečnost
Při opravách po incidentu byly objeveny praskliny v křídlech letadla. V důsledku zjištění byla vydána směrnice o letové způsobilosti, která postihla dvacet letadel A380-841, A380-842 a A380-861, které měly nalétáno více než 1 300 hodin letu. Letouny s letovým časem do 1800 hodin měly být kontrolovány během 6 týdnů nebo 84 letů (podle toho, co nastane dříve), zatímco lety s letem větším než 1800 hodin byly zkoumány během čtyř dnů nebo 14 letů. Dne 8. února 2012 byly kontroly rozšířeny na všech 68 letadel Airbus A380.